# The Washington Times
The Washington Times este un ziar de format mare publicat zilnic în Washington, D.C., capitala Statelor Unite. A fost fondat în 1982 de fondatorul  Bisericii Unificării, Sun Myung Moon, iar până în 2010 au fost deținuți de News World Communications, un conglomerat media internațional asociat cu biserica. The Times este cunoscut pentru prezentarea viziunilor social și politice conservatoare.